# Michaił Baryszew
Michaił Dmitrijewicz Baryszew, ros. Михаил Дмитриевич Барышев (ur. 1907 w Namanganie, zm. 15 sierpnia 1946) – radziecki wojskowy (major), dowódca ochotniczego kozackiego pułku kawalerii, propagandysta, a następnie dowódca 1 Pułku Piechoty 2 Dywizji Piechoty Sił Zbrojnych Komitetu Wyzwolenia Narodów Rosji podczas II wojny światowej.
Pod koniec lat 20. wstąpił do Komsomołu. Następnie zmobilizowano go do Armii Czerwonej. Od 17 lutego 1936 r. w stopniu porucznika dowodził samodzielną kompanią przeciwlotniczych karabinów maszynowych 2 Turkiestańskiej Dywizji Strzeleckiej. 20 stycznia 1938 r. w stopniu kapitana został dowódcą samodzielnej kompanii przeciwlotniczych karabinów maszynowych 62 Dywizji Strzeleckiej. 3 lipca 1940 r. objął dowództwo batalionu 306 Pułku Strzeleckiego. Na początku 1941 r. awansował na majora. Po ataku wojsk niemieckich na ZSRR 22 czerwca, dowodził 61 Pułkiem Strzeleckim 45 Dywizji Strzeleckiej. Wkrótce dostał się do niewoli niemieckiej. Wiosną 1942 r. podjął kolaborację z Niemcami. Objął dowództwo ochotniczego kozackiego pułku kawalerii Wehrmachtu. Awansował na starszynę. W 1943 r. przestał dowodzić oddziałem z powodu krytyki polityki niemieckiej w stosunku do ludności okupowanych terenów ZSRR. Do grudnia 1943 r. przebywał w specjalnym obozie w Lötzen w Prusach Wschodnich, kiedy odkomenderowano go do szkoły propagandystów ROA w Dabendorfie pod Berlinem. Po jej ukończeniu został dowódcą grupy propagandystów przy oficerskim domu wypoczynkowym ROA. Od października 1944 r. był przewodniczącym komisji werbunkowej w okręgu drezdeńskim. Objeżdżał obozy jenieckie dla czerwonooarmistów. W styczniu 1945 r. objął dowództwo 1 Pułku Piechoty 2 Dywizji Piechoty Sił Zbrojnych Komitetu Wyzwolenia Narodów Rosji. W lutym awansował na pułkownika. 9 maja na czele pułku poddał się Amerykanom. 24 maja w składzie delegacji oficerów własowskich spotkał się przedstawicielami sowieckiej administracji okupacyjnej, odmawiając deportacji do ZSRR. W obozach jenieckich agitował za nie wyrażaniem zgody na powrót do ZSRR. 24 lutego 1946 r. przewieziono go do sowieckiej strefy okupacyjnej, a następnie do Związku Sowieckiego, gdzie po procesie został skazany na karę śmierci wykonaną przez rozstrzelanie 15 sierpnia.